# هالا مدريد ولا شيء آخر
هالا مدريد ولا شيء آخر (بالإسبانية: Hala Madrid y nada más)‏ هو نشيد شهير لفريق كرة القدم الإسباني ريال مدريد. كُتبت الأغنية بواسطة نادر خياط ومانويل خابويس، وأُصدرت في 2014 بعد فوز ريال مدريد بلقبهم العاشر في دوري أبطال أوروبا، والذي عُرف جماهيرياً بالعاشرة (بالإسبانية: La Décima)‏. يشغَّل النشيد حالياً بانتظام وتغنيه الجماهير في ملعب سانتياغو برنابيو، وخصوصاً بعد تسجيل الفريق هدفاً واحتفال لاعبيه.

## خلفية
جاءت فكرة النشيد من قبل رئيس ريال مدريد فلورنتينو بيريز. قال الملحن نادر خياط (ريدوان) أنه من مشجعي ريال مدريد ويريد أن يساهم بشيء للنادي. توصل ريدوان إلى لحن النشيد أثناء سفره على متن طائرة بين مدريد والمغرب قبل 4 سنوات من تسجيله، وأراد أن يكون النشيد "أكثر كلاسيكية وسمفونية"، وقام بتخطيط وتسجيل الجزء السيمفوني أثناء وجوده في السويد. كتب الكلمات الصحفي مانويل خابويس، وكان قد كتب في الأصل مجموعة أطول من الكلمات لكنه قام بتقصيرها لتناسب اللحن.
عنوان الأغنية هو "هالا مدريد ولا شيء آخر"؛ مصطلح "هالا مدريد" هو هتاف لتشجيع ريال مدريد. يُعتقد أن كلمة "هلا" هي كلمة من أصل عربي وتعني "تعال".  "هلا مدريد!" هو أيضًا عنوان النشيد الرسمي لريال مدريد الذي نُظم في عهد الرئيس السابق سانتياغو برنابيو لإحياء ذكرى اليوبيل الذهبي للنادي في 1952. كتب الأغنية القديمة لويس سيسنيروس غالياني وسجلها خوسيه دي أغيلار. بالنسبة لعبارة "ولا شيء آخر"، أوضح خابويس أنه "يلخص إلى حد ما ما يمثله مدريد، إما أن تحبه أو...".
تم تسجيل النشيد في استوديوهات "بي كي أو" في أبريل 2014 بواسطة فريق ريال مدريد وقتها، بما في ذلك كريستيانو رونالدو، وسيرخيو راموس، وكريم بنزيما، وغاريث بيل، ولوكا مودريتش، ومارسيلو، بالإضافة إلى المدير الفني كارلو أنشيلوتي. تم لعبها قبل المباريات ضد برشلونة في نهائي كأس ملك إسبانيا 2014 وضد بايرن ميونيخ وأتلتيكو مدريد في مباريات دوري أبطال أوروبا لتحفيز اللاعبين. تم إصدار النشيد للجمهور في اليوم التالي لفوز مدريد بدوري أبطال أوروبا العاشر. يتم الآن تشغيل النشيد وغنائه بانتظام من قبل المشجعين في الملعب قبل المباريات. كما يتم أيضًا تشغيل مقطع من النشيد كلما سجل لاعب من ريال مدريد هدفًا في البرنابيو.
في 2016، تم تسجيل تقليد بواسطة بلاثيدو دومينغو والفريق بعد فوز ريال مدريد بلقب دوري أبطال أوروبا الحادي عشر.

## الأداء التجاري
تصدر النشيد قائمة آي تيونز في إسبانيا و17 دولة حول العالم، بما في ذلك كوستاريكا وجمهورية التشيك والإكوادور والسلفادور وغواتيمالا وهندوراس والمجر وإسرائيل والمكسيك وبنما وبيرو وسلوفاكيا والسويد عقب فوز ريال مدريد بدوري أبطال أوروبا في 2014.